# صابرين (فلم)
صابرين فيلم دراما مصري من إنتاج سنة 1975. الفيلم من إخراج حسام الدين مصطفي، وتأليف جاذبية صدقي، وإنتاج عباس حلمي، ومن بطولة نجلاء فتحى، ونور الشريف، ويوسف شعبان، وعادل إمام، وهدي سلطان، وعماد حمدي، وهانم محمد.

## القصة
تعيش صابرين في الإسكندرية مع أمها المريضة أمينة ووالدها صاحب مركب السيد الريس إبراهيم وتأتي لزيارتهم خالتها خضرة التي انقطعت أخبارها منذ عشرين عاما، وذلك بعد ان مات زوجها وانقطع دخل الاسرة لأن ابنها الكبير عبده عاطل، وابنها الأوسط حسن يدرس بالثانوية أما أصغر ابناءها محمد فعاطل وضعيف الشخصية.
وقد جاءت بحجة زيارة اختها المريضة، ولكنها كانت تضمر شرا، فإنتهزت مرض أختها وألقت بشباك انوثتها حول زوج اختها إبراهيم حتى أوقعته في براثنها، واقترحت عليه إيداع أختها بالمستشفي الأميرى ليخلوا لهما البيت، ثم أرسلت تستدعى ابناءها ليعملوا على مركب زوج خالتهم، وطلق إبراهيم زوجته امينة ليتزوج من أختها خضرة، وتموت أمينة بالمستشفي في نفس يوم طلاقها، وتقنع خضرة الريس إبراهيم ببيع قطعة الأرض التي يدخرها لزواج صابرين، ليدفع مصاريف إلتحاق ابنها حسن بكلية الشرطة، ويسقط الريس إبراهيم من فوق سارى المركب ويموت، ويخلوا الجو لخضرة وأبناءها ويتخذون من صابرين خادمة لهم، غير أن حسن أحب صابرين ووعدها بالزواج، ولكن بعد تخرجه ضابطًا غير رأيه وطمع في زوجة أفضل، وعانت صابرين من خالتها وأبناءها فقررت الانتقام، وشاغلت محمد التافه وقبلت الزواج منه، وسيطرت عليه، ثم ألقت بشباكها حول الأخ الأكبر عبده حتى وقع في حبها، ولكنها لم تمكنه منها، وإستثارت غيرته بدلالها على زوجها محمد أمامه، حتى إشتبك مع أخيه وطلب منه طلاقها، فلما رفض محمد قتله، ودخل السجن، لتنتقل خضرة وصابرين للعيش في منزل حسن، الذي حاول إعادة علاقته بصابرين مرة أخرى ولكن خضرة رفضت زواجه من خادمة، وسعت لتزويجه من ابنة المأمور، الذي يعمل حسن تحت قيادته، فأستغلت صابرين حضور المعلمة النمسه للإبلاغ عن زوجها تاجر المخدرات الذي سيتزوج اليوم عليها، وقام حسن بالقبض عليه، ولكن صابرين اتصلت بالعروس وأهلها، واقترحت عليهم تسليم رشوة لأمه ليعدل حسن عن أقواله ويخرج العريس ثم ابلغت الشرطة، الذي ضبط مبلغ الرشوة في دولاب حسن، وتم القبض عليه، لتصاب خضرة بلوثة عقلية لفقدها ابناءها الثلاثة، وتودعها صابرين المستشفي كما فعلت مع امها من قبل، لكن ثبتت براءة حسن، الذي عرض على صابرين الزواج، لكنها أخبرته بإستحالة ذلك لأنها هي التي أوقعت بين أخويه، وهي أيضا التي دبرت موضوع الرشوة لتقضي على مستقبله.

## طاقم التمثيل
- نجلاء فتحي بدور صابرين[3]
- نور الشريف بدور حسن
- يوسف شعبان بدور عبده
- عادل إمام بدور محمد
- هدي سلطان بدور خضره
- عماد حمدي بدور الريس إبراهيم
- هانم محمد بدور أمينة أم صابرين
- إسكندر منسي بدور شحاته
- عزت عبد الجواد
- رشوان مصطفى
- مطاوع عويس
- لويس يوسف
- لوسي
- محمود البدرى
- السيد منير
- عصام العشري
- عبد الحميد أنيس
- محمد أبو حشيش
- سميحة محمد
- صالح الإسكندراني

## فريق العمل
- إخراج حسام الدين مصطفي
- مخرج مساعد أحمد السبعاوي
- مخرج مساعد ثاني نجيب إسكندر
- قصة جاذبية صدقي
- سيناريو وحوار أحمد صالح
- إنتاج عباس حلمي
- منتج منفذ سامي شلبي
- مدير الإنتاج عبد العزيز على
- التوزيع الداخلي المتحدة للسينما (صبحي فرحات)
- مدير التصوير محمود نصر
- موسيقى عمر خورشيد
- مونتاج حسين أحمد
- مركب الفيلم صلاح خليل
- مهندس الصوت كمال عبد الله
- مساعد صوت إبراهيم خورشيد
- مهندس الديكور ومنسق المناظر نهاد بهجت

## وصلات خارجية
- صابرين على موقع قاعدة بيانات الأفلام العربية